# América (Aracaju)
América é um bairro da Zona Oeste de Aracaju. Limita-se, ao norte, com o Novo Paraíso, a leste, com o Siqueira Campos, a oeste, com o Capucho e a Jabotiana, e, ao sul, com o Ponto Novo. É um bairro de relevo acidentado, entremeado de baixadas e colinas. No bairro vizinho do Capucho, está localizado o Terminal Rodoviário José Rollemberg Leite (mais conhecido como Rodoviária Nova), destino dos ônibus que vêm de municípios do interior do estado de Sergipe, bem como de outros estados da Federação.

## História do bairro
Em 1926 o governo de Sergipe desativou a antiga cadeia pública situada na Praça General Valadão, Centro, transferindo-a para uma área afastada na zona oeste chamada de Alto do Pindoíba construindo uma penitenciária modelo. Alguns familiares de detentos passaram a construir casas no entorno do novo presídio. Esse fato estigmatizou o bairro que durante o século XX foi considerado o mais violento da capital.
Após a Segunda Guerra Mundial a família judeu-americana Zuckermann compra um amplo terreno na região loteando-o em seguida. Segundo populares o nome do bairro foi dado por essa família, bem como os logradouros que levam os nomes de países do Novo Mundo e de personagens da história dos Estados Unidos da América.
No início da década de 1960, um grupo de missionários italianos Capuchinhos começa a erguer no ponto mais alto do bairro a Igreja de São Judas Tadeu com forte participação popular nas campanhas de contribuição.
Também na década de 1960 chega a Sergipe a companhia de cimento Portland, de propriedade do Grupo Votorantim. Apesar de a fábrica ficar no vizinho Siqueira Campos os ventos oceânicos que sopram na direção leste-oeste levavam muita fuligem em direção ao América, prejudicando a sua população. A partir da década de 1980 intensificaram-se os protestos contra a continuidade da usina numa área já bastante urbanizada. Em 1984 são instalados filtros para reduzir a fuligem, porém sem muito resultado. Em 1987 a Administração Estadual do Meio Ambiente (ADEMA) decreta a suspensão definitiva da produção de cimento naquela área. A Votorantim transfere suas atividades para a zona rural de Laranjeiras, Região Metropolitana de Aracaju onde se encontra até hoje.
Nas últimas duas décadas o bairro conseguiu importantes vitórias. Além da desativação da fábrica de cimento, o América foi o pioneiro no estado de Sergipe a implantar em 1996 o módulo de polícia comunitária intitulado “Posto de Atendimento ao Cidadão” ou “PAC”, uma parceira entre igreja católica, polícia militar e comunidade que reduziu drasticamente os índices de violência no bairro. No início da década de 2000 são feitas importantes obras de saneamento básico e pavimentação asfáltica e em 2007 é desativada definitivamente a penitenciária, atualmente uma área de lazer comunitário chamada Praça da Liberdade.

## Cultura

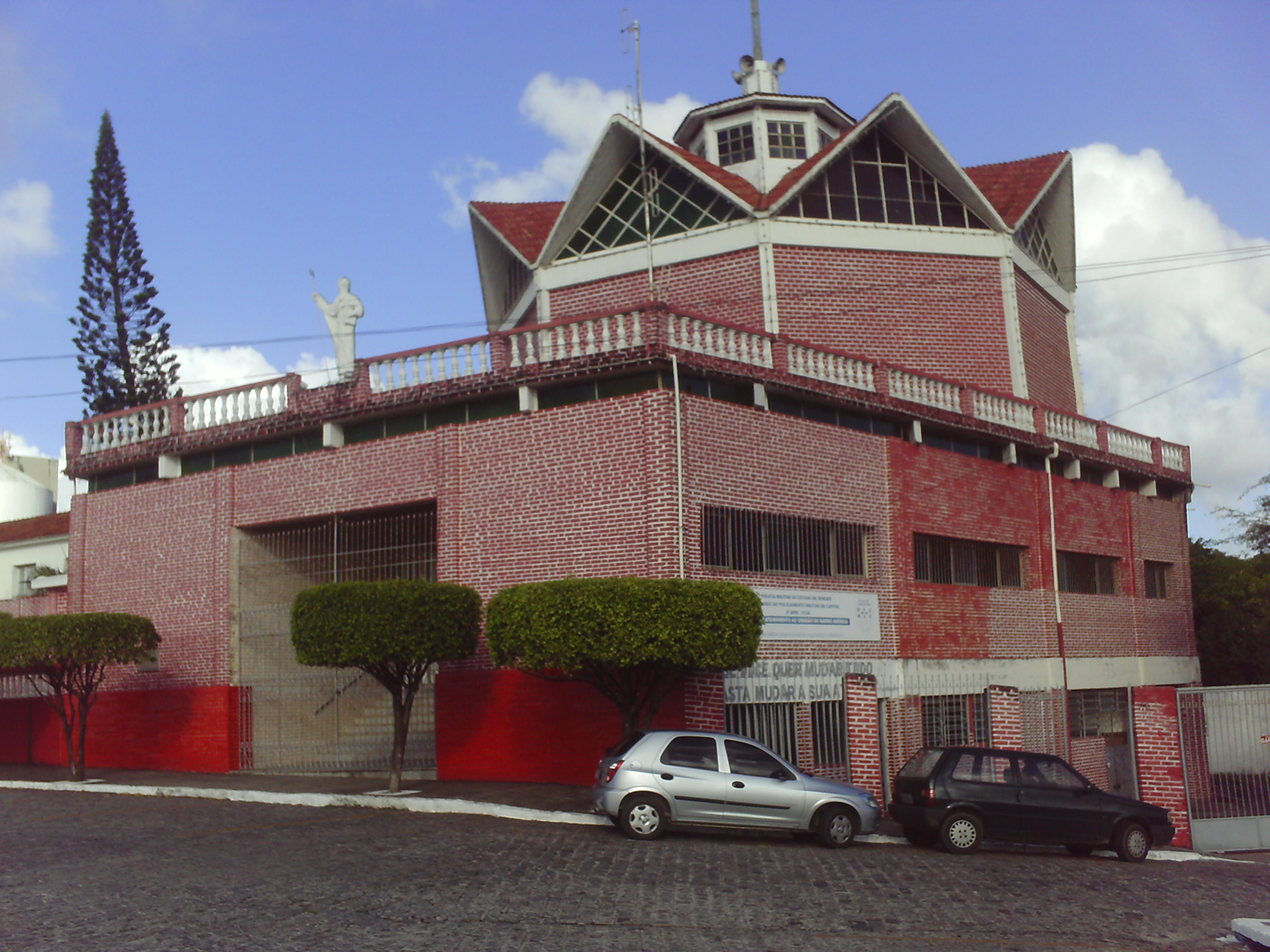
Igreja São Judas Tadeu, América, Aracaju-SE

Desde 1973, é encenada a Paixão de Cristo, nas proximidades da Paróquia São Judas Tadeu, tendo como atores pessoas da própria comunidade, sendo a apresentação mais antiga e tradicional da cidade.

## Transporte público
Uma linha radial liga o América direto ao Centro de Aracaju, a 708-Bairro América/ Centro. Outras três linhas tronco-radiais atravessam o bairro ligando-o ao Centro: 031-Eduardo Gomes/Desembargador Maynard, 033-Terminal Rodoviário/Desembargador Maynard e 035-Terminal Rodoviário/Nova Saneamento. Há ainda o serviço de táxi-lotação também com destino ao Centro.

## Principais logradouros
- Avenida Desembargador Maynard
- Avenida Tancredo Neves
- Rua Acre